# تشو وون هي
تشو وون هي مواليد 17 أبريل 1983 في سول، هو لاعب كرة قدم كوري جنوبي دولي سابق كان يلعب في مركز الوسط. سبق له أن لعب في كأس العالم لكرة القدم مع منتخب بلاده.

## المسيرة الاحترافية

### نادي ويجان أثليتيك
كان تشو مرتبطًا بالعديد من الأندية الأوروبية، منها العملاق الألماني شالكه 04 والنادي الفرنسي إيه إس موناكو. بعد تجربة مع موناكو في يناير 2009، سعى تشو للحصول على تجربة أخرى مع نادي ويغان أتلتيك وبالفعل حصل على تجربة مع النادي، وبعد حصوله على الفرصة سُمح له بالانضمام إلى ويغان أتلتيك في 6 مارس 2009 بعقد لمدة 6 أشهر. لعب تشو أول مباراة له في الاحتياطيات أمام احتياطيات ليفربول، انتهت المباراة بالتعادل 2-2. تعرض تشو لإصابة في الساق في مباراة ودية ضد العراق حيث تعرض للركل في ساقه. وفاته ما تبقى من الموسم تقريبًا، لكنه تمكن من التعافي بشكل كامل ليسجل أول ظهور له في الدوري الإنجليزي الممتاز مع ويغان في المباراة النهائية لموسم 2008-2009 ضد ستوك سيتي. شارك تشو بمباراة واحدة من البداية وأربعة كبديل. سجل هدفا جميلا ضد نورويتش سيتي في مباراة ودية في ملعب كارو رود.

### نادي سوون بلووينجز (إعارة)
انضم إلى سوون سامسونغ بلووينغز على سبيل الإعارة لمدة عام في يناير 2010. عاد إلى ويجان أثليتيك بعد انتهاء مدة الإعارة.

### نادي غوانغجو إفرغراند تاوباو
في 13 فبراير 2011 انضم تشو إلى فريق غوانغجو إفرغراند تاوباو في الدوري الصيني الممتاز، كان تشو اللاعب الوحيد الذي ظهر في جميع مباريات الدوري الممتاز الثلاثين في غوانغجو إفرغراند تاوباو في موسم 2011. في 30 مايو 2012، تعرض تشو لكسر في الضلع في دور الـ16 من بطولة دوري أبطال آسيا 2012 في مباراة تغلب فيها غوانغجو إفرغراند تاوباو على نادي أف سي طوكيو 1-0.

### نادي ووهان زال
في 28 نوفمبر 2012، أعلن ووهان زال رسمياً عن توقيعه عقداً مع تشو.

### نادي جيونجنام
في فبراير 2014، تم إعارة تشو إلى نادي جيونجنام.

### نادي أوميا أرديجا
في 4 يوليو 2014 انتقل تشو إلى نادي أوميا أرديجا حتى نهاية الموسم.

### نادي سيئول إي-لاند
في 5 فبراير 2015 وقع تشو عقداً مع فريق جديد هو سيئول إي-لاند.

### نادي سوون بلووينجز
لعب تشو لنادي سوون بلووينجز من 2016 إلى 2018. في 31 مارس 2019، تقاعد تشو من خلال حفل تقاعد في استاد كأس العالم في سوون.

## المشاركة الدولية
سجل تشو أول هدف دولي له في مباراة ضد إيران في 12 أكتوبر 2005.[بحاجة لمصدر] انحرفت تسديدته عن مدافع الخصم وأصبحت واحدة من الأهداف القليلة التي تم تسجيلها في غضون دقيقة. من المتوقع أن يكون هذا الهدف هو أسرع هدف سجله المنتخب الكوري الجنوبي على الإطلاق، إذا لم يتم احتساب الألعاب غير المسجلة في الخمسينات والستينات. على الرغم من أداء تشو الجيد في مركز الظهير الأيمن في أول مباراة له، إلا أنه لم يظهر في كأس العالم 2006.[بحاجة لمصدر]

### الأهداف الدولية
| التاريخ        | المكان                                   | الخصم | الأهداف | النتيجة | المنافسة    |
| -------------- | ---------------------------------------- | ----- | ------- | ------- | ----------- |
| 12 أكتوبر 2005 | استاد كأس العالم في سيول، كوريا الجنوبية | إيران | 1 0     | 2-0     | مباراة ودية |

## الإنجازات

### الأندية
نادي سوون سامسونغ بلووينغز
- الدوري الكوري: 2008
- كأس الاتحاد الكوري: 2010
- كأس هاوزن: 2008

نادي قوانغتشو إيفرجراند
- الدوري الصيني الممتاز: 2011، 2012
- كأس الاتحاد الصيني: 2012
- كأس السوبر الصيني لكرة القدم: 2012

### الفردية
- 2008 أفضل لاعب تسلسل11

## روابط خارجية
- تشو وون هي على موقع الاتحاد الدولي (مؤرشف)  (الإنجليزية)
- تشو وون هي على موقع رابطة كرة القدم اليابانية للمحترفين (اليابانية)
- تشو وون هي على موقع دوري كوريا الجنوبية (الإنجليزية)
- تشو وون هي على موقع قاعدة بيانات كرة القدم.إي يو (الإنجليزية)
- تشو وون هي على موقع ناشيونال فوتبول تيمز (الإنجليزية)
- تشو وون هي على موقع Soccerbase.com (لاعب) (الإنجليزية)
- تشو وون هي على موقع Soccerway.com (الإنجليزية)
- تشو وون هي على موقع عالم كرة القدم.نت (الإنجليزية)